# Modesto Lafuente

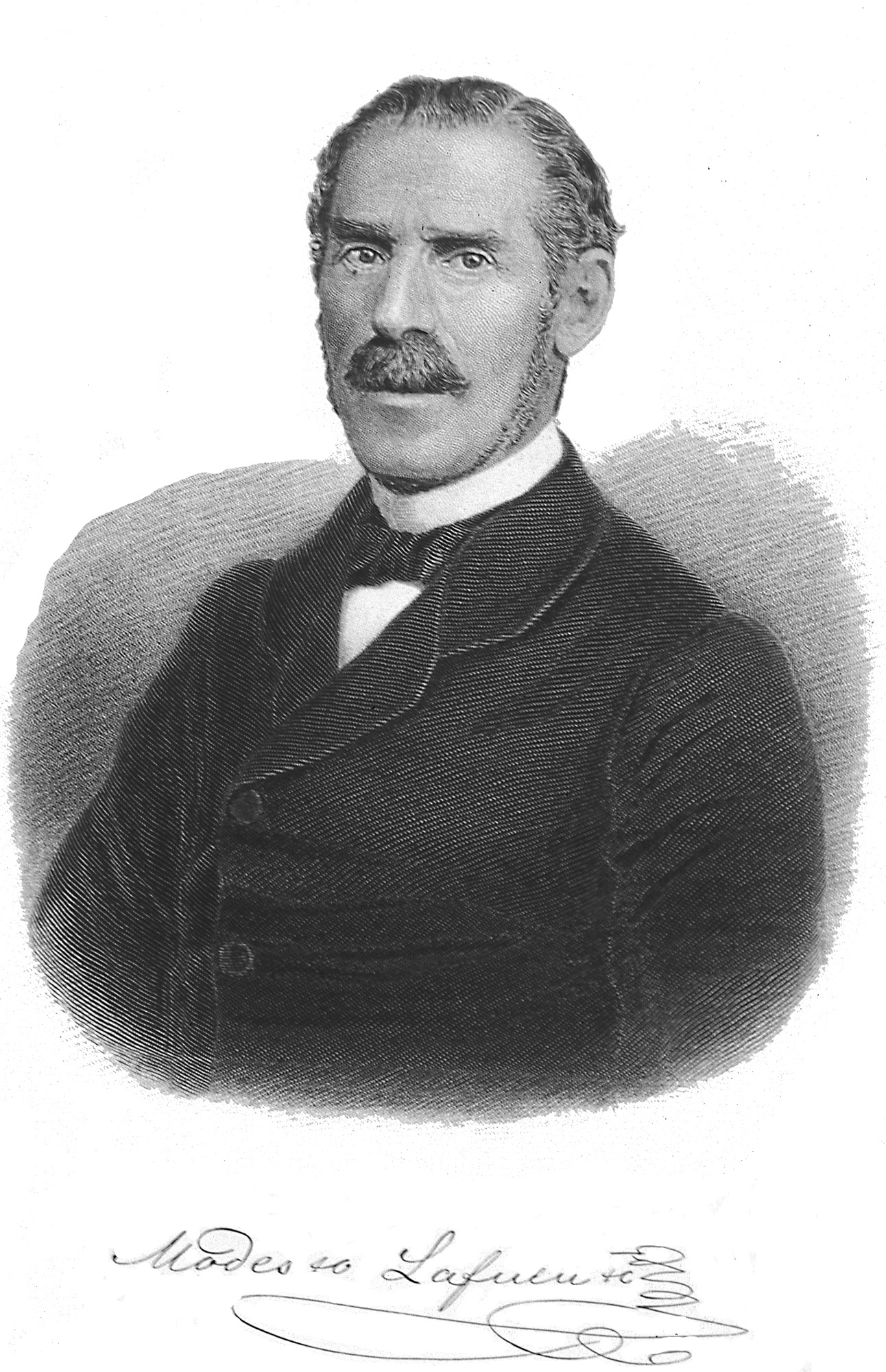
Modesto Lafuente.

Modesto Lafuente y Zamalloa, född den 1 maj 1806 i Ravanal de los Caballeros (provinsen Valencia), död den 25 oktober 1866 i Madrid, var en spansk humorist, historiker och politiker.
Lafuente var professor i teologi och filosofi och därefter en tid vice president i cortes och statsråd, men hans frisinnade läggning drev honom in på publicistbanan, där han debuterade 1837 med tidskriften Fray Gerundio, som vann oerhörd spridning och beundran för sin skarpa satir av politiska och andra förhållanden. En fortsättning av denna tidskrift var Teatro social del siglo XIX, som, trots att den var mer sedeskildrande, hölls i samma ton. Därefter uppsatte Lafuente "Revista europea" (1848–1849) med flera tidskrifter. Lafuentes Historia general de España (29 band, 1850–1867; fortsatt av Juan Valera; många upplagor) var länge Spaniens bästa rikshistoria. Lafuente var ledamot av Academia de la historia.